# Carraro (entreprise)
Pour les articles homonymes, voir Carraro.
Ne doit pas être confondu avec Antonio Carraro.
 (août 2025).
Gruppo Carraro SpA est un groupe industriel italien, composé de deux entités principales 
- Carraro Drive Tech SpA et SIAP SpA - entreprises spécialisées dans les systèmes de transmission de puissance de forte puissance à hauts rendements et éco-compatibles.
- Carraro Agritalia - entreprise conceptrice et productrice de tracteurs spéciaux pour les vergers et la vigne, pour d'autres constructeurs, d'une puissance de 60 à 100 Ch, et Carraro Tractors, constructeur de tracteurs commercialisés sous sa propre marque.

Son siège social et administratif est implanté à Campodarsego, dans la province de Padoue, en Italie. Le groupe Carraro SpA emploie 3 156 salariés (+177) dans le monde dont 1.408 en Italie.

## Histoire
L'histoire de la société remontre à 1910 quand Giovanni Carraro, âgé à peine de vingt ans, expose sa première invention et réalisation à la Foire de Padoue, une machine capable de labourer, semer, herser et rouler le sol, le tout simultanément. Il remportera à cette occasion le prix de l'invention délivré par les organisateurs.
Son père était un peu chaudronnier réparant les outils des fermiers locaux et créateur de nouveaux outils. Le jeune Giovanni travaillait dans l'atelier familial mais poursuivait ses études avec des cours du soir. 
C'est en 1932 qu'il décide de créer sa propre entreprise pour construire en série la machine qu'il venait d'inventer, une machine à semer polyvalente. Alors que les constructeurs de l'époque vendaient des machines pour une utilisation unique, blé, riz, mais, en fonction de la taille des graines, lui inventa le semoir réglable sans avoir à remplacer l'élément. En peu de temps, sa machine sera repérée par les fermiers de la région de Padoue, mais très vite il recevra des commandes provenant de toutes les provinces du nord de l'Italie. Sa société Ditta Giovanni Carraro - Fabbrica seminatrice fut aussi appréciée grâce à l'écoute que le jeune Giovanni consacrait à ses clients et utilisateurs pour leur apporter des solutions à leurs problèmes spécifiques. Ce sera le premier constructeur à apporter une garantie contre tout défaut de fonctionnement !
La chronologie de la société sera la suivante :
- 1951 - son fils Oscar Carraro lui succède et lance la production de la première machine à semer de sa propre conception. Il profitera des prémices de la construction européenne pour exporter ses machines avec grand succès.
- 1958 - à la Foire de Vérone, Carraro présente son premier tracteur agricole.
- 1960 - les autres enfants de Giovanni, le fondateur, veulent également travailler dans la société ce qui va conduire à une division de celle-ci en deux entités distinctes ayant le même domaine d'activité : Officine Meccaniche Giovanni Carraro pour Oscar et Mario Carraro et Antonio Carraro pour Giovanni, Antonio et Bianca Carraro. Les deux sociétés resteront toujours séparées sans aucun lien entre elles.
- 1964 - Carraro lance son premier tracteur à 4 roues motrices le 650. Ce sera le début du succès de la marque au logo aux 3 chevaux qui se taillera une solide réputation partout dans le monde.
- 1970 - Carraro lance une gamme d'outils et accessoires pour équiper ses tracteurs et le travail du sol avec une fraise et une herse rotative.
- 1973 - Carraro SpA crée une division spécifique "Essieux et Transmissions" concevant des éléments pour les tracteurs Carraro mais également pour d'autres constructeurs, non seulement de tracteurs agricoles mais tout engin mobile comme les machines de travaux publics, les grues mobiles, etc.
- 1977 - La production des tracteurs agricoles est assurée par la société Carraro Agritalia et transférée vers la nouvelle usine construite à Rovigo
- 1979 - l'activité de la division essieux et transmissions croit rapidement et génère déjà 36% du chiffre d'affaires global.
- 1983 - toute la production des tracteurs agricoles a été transférée à la filiale Carraro Agritalia qui commercialise ses modèles sous la marque Carraro Tractors.
- 1985 - la société fête son 100000e essieu vendu. Carraro s'est hissé au sommet du classement mondial de cette spécialité.
- 1986 - Carraro SpA rachète la société OMG de Gorizia, producteur de composants pour automobiles, embrayages et cardans.
- 1988 - Carraro SpA rachète la société SIAP SpA de Maniago, producteur d'engrenages et transmissions.
- 1990 - Carraro reçoit le prix "QI Award", prix remis par Ford New-Holland à son meilleur fournisseur.
- 1992 - Carraro inaugure l'usine de Chicago, Carraro North America qui va produire des essieux pour ses clients outre atlantique.
- 1994 - Carro SpA obtient la certification ISO 9001, délivrée par BSI - British Standards Institution pour ses usines partout dans le monde.
- 1995 - le 27 décembre, Carraro SpA est cotée à la bourse de Milan.
- 1996 - Carraro SpA inauf=gure l'usine de Poggiofiorito dans la province de Chieti qui va fabriquer des engrenages pour tout le groupe. Carraro reçoit la certification QS 9000 qui certifie la qualité des produits, délivrée par les constructeurs automobiles américains.
- 1997 - Carraro SpA investit en Inde en créant une filiale Carraro India pour produire des essieux et des transmissions pour les constructeurs locaux/
- 1998 - 19 mars, pose de la 1re pierre de la nouvelle usine indienne à Pune. En septembre, Carraro SpA reçoit le prix Company of yhe Year délivré par la Société des Ingénieurs Automobiles USA. En novembre, Carraro SpA prend une participation majoritaire dans la société polonaise Fabryka Osi Napedowych SA, producteur d'essieux lourds pour les autocars et camions. En décembre, Carraro SpA rachète au constructeur américain de machines agricole AGCO son usine argentine de Haedo près de Buenos Aires.
- 1999 - Carraro SpA rachète à Ingersoll Rand son usine de Géorgie pour y fabriquer des essieux destinés aux constructeurs de camions et engins de TP américains.
- 2000 - Carraro SpA rachète le fabricant allemand d'essieux, réducteurs de vitesse et transmissions pour machines de grosse puissance O&K Antriebstechnik.
- 2001 - restructuration des filiales du groupe Carraro, Carraro PNH SpA, SIAP SpA, TQT SpA, DPF SpA et Trenton Srl sous deux seules entités Carraro SpA et SIAP SpA. La holding Carraro SpA a été créée pour simplifier l'organisation comptable de l'ensemble des sociétés.
- 2007 - 17 octobre, inauguration d'une nouvelle usine en Chine
- 2008 - création de la société Carraro DriveTech SpA qui regroupe toutes les activités composants du groupe, essieux, transmissions et réducteurs épicycloïdaux.

## Activité
Le groupe Carraro SpA opère au niveau mondial à travers trois secteurs d'activité :
- Carraro Drive Tech SpA - Systèmes de transmission et composants, division spécialisée dans la conception, la fabrication et la commercialisation de systèmes de transmission (essieux et transmissions) principalement pour les machines pour l'agriculture et les travaux publics, ainsi qu'une large gamme d'engins destinés à des secteurs très différenciés, de la voiture à la manutention des matériaux, des applications agricoles aux engins de terrassement. Une entité indépendante spécialisée dans les engrenages SIAP SpA a été créée. Ce groupe compte 8 usines dans le monde dont 8 en Italie.
- Carraro Agritalia Tracteurs - Carraro, conçoit et fabrique des tracteurs spéciaux pour les vignobles et les vergers, d'une puissance comprise entre 60 et 100 chevaux, revendus dans les réseaux de constructeurs tiers sous les marques John Deere, Massey Ferguson et Claas ainsi qu'une gamme spécialisée sous la marque interne Carraro Tractors. Agritalia développe également des services d'ingénierie pour la conception de nouveaux tracteurs agricoles innovants.
- Électronique de puissance - Elettronica Santerno, cette division développe, fabrique et commercialise des onduleurs (convertisseurs électroniques puissance) destinés aux installations photovoltaïques notamment et dans le domaine de l'automatisation industrielle : HVAC, traitements de l'eau, systèmes de soulèvement et de transport de grande puissance.

### Répartition de l'activité du groupe Carraro
- Par secteur d'activité :
  - Carraro Drive Tech   :  81.3 %
  - Agritalia            :  18.7 %
  - Elettronica Santerno :  cette division est devenue une société indépendante après la cession de 51% de son capital à Enertronica SpA en novembre 2016.

- Par pays :
  - Italie = 14,5 %
  - Allemagne = 9,0 %
  - Inde = 12,8 %
  - Amérique du Nord = 14,0 %
  - Amérique du Sud = 8,4 %
  - Suisse = 6,3 %
  - France = 5,3 %
  - Turquie = 7,6 %
  - Grande-Bretagne = 5,9 %
  - Afrique du Sud = 5,3 %
  - Chine = 4,9 %
  - Autres pays C.E.E. = 6,0 %
  - Autres pays hors C.E.E. = 2,9 %

Total Exportation = 85,5 %
Chiffre d'affaires global 2017 = 606 M € dont :
- Total C.E.E. = 43,28 %
- Total hors C.E.E. = 56,72 %

### Filiales
Le groupe Carraro SpA dispose de nombreuses filiales opérationnelles à l'étranger :
- Carraro Deutschland Gmbh à Hattingen
- Carraro Technologies India Pvt. Ltd. à Pune
- Carraro Argentina S.A. à Haedo
- Carraro China Drive System à Qingdao
- Carraro India Ltd. à Pune
- Carraro North America Inc. à Norfolk
- Fon S.A. à Radomsko (Pologne)
- Carraro Drive Tech Do Brasil à Santo Andrè (Sao Paulo)
- Agriming Agriculture Equipment Co. Ltd (Chine)

### Participations
En novembre 2016, 51% du capital de la division Elettronica Santerno a été cédé à la société Enertronica SpA. La participation du groupe Carraro est désormais minoritaire (49%), cette division n'est plus consolidée dans les chiffres du groupe. Le 23 novembre 2018, Carraro SpA a cédé sa participation de 49% en échange de 27,86% de la société Enertronica SpA
- Eletronica Santerno Industria E Comercio Ltda à Minas Gerais (Brésil)
- Elettronica Santerno Espana S.L. à Valence
- Santerno Inc. à San Francisco (USA)
- Santerno Shangai Trading Co à Shangai
- Santerno India Pvt Ltd à Pune
- Santerno South Africa Pty Ltd à Cape Town
- Mini Gears Inc à Virginia Beach (USA)

Depuis 2015, Carraro SpA détenait la société allemande O&K Antriebstechnik de Hattingen, spécialiste de la conception et fabrication de réducteurs épicycloïdaux. Carraro SpA a cédé la totalité du capital au group italien Bonfiglioli SpA de Bologne, leader mondial dans ce domaine.
Ces sociétés produisent localement des équipements sous licence Carraro.